# PTS-M
Der Schwimmwagen PTS-M ist ein ungepanzertes Vollkettenfahrzeug. Es ist die modernisierte Version des Amphibienfahrzeugs PTS, das in den Streitkräften des Warschauer Vertrages als Transportfahrzeug beim Übersetzen über Gewässer diente. Es wurde als Amphibienfahrzeug zum Transport von Fahrzeugen, Anhängern, Material und Mannschaften über Flüsse und Binnengewässer und dem Transport in schwer befahrbarem Gelände entwickelt. Die PTS-M gehörten zur Ausrüstung der Pioniertruppen der Roten Armee und deren verbündeten Armeen. Die Pioniere der NVA wurden 1972 anfänglich mit der PTS ausgerüstet, die PKP kamen dann 1973.
Eine PTS-M war in der Lage, einen Ural-375D-LKW oder eine Kompanie Soldaten (70 Mann) mit voller Ausrüstung überzusetzen. Zum Transport einer Panzerjägergruppe/Motschützeneinheit wurde ein Schwimmanhänger PKP eingesetzt, auf dem die 85-mm-PAK übergesetzt wurde, während Bedienung und Zugfahrzeug auf dem Schwimmwagen transportiert wurden. Mit der Einführung der stärkeren und schwereren PAK Ende der 1970er-Jahre und dem damit verbundenen Einsatz des MT-LB anstelle des Urals als Zugmittel war dieses Konzept überholt.

## Technik
Das nur 17,8 Tonnen schwere und mit sechs Laufrollen ausgerüstete Kettenfahrzeug hatte einen auf 350 PS (257 kW) gedrosselten Panzermotor V12-4-Takt-Dieselmotor W-54P. Ein Zwischengetriebe setzte die Motorkraft in Wasserfahrt auf zwei ummantelte Schrauben um. Die PTS konnte bis 10 Tonnen belastet werden und erreichte dann eine Wassergeschwindigkeit von maximal 11 km/h. Eine leistungsstarke Lenzpumpe konnte das Fahrzeug bei Wassereinbruch (Leck, Beschuss) regelrecht anheben, das Wasser wurde unter der Bodenwanne ausgestoßen. Um zu verhindern, dass Wasser über das Führerhaus schwappt, wurde bei Wasserfahrt das Schwallbrett hochgeklappt. Eine Überdruckanlage sorgte dafür, dass möglichst keine kontaminierten Stäube ins Fahrerhaus eindrangen.

## Galerie

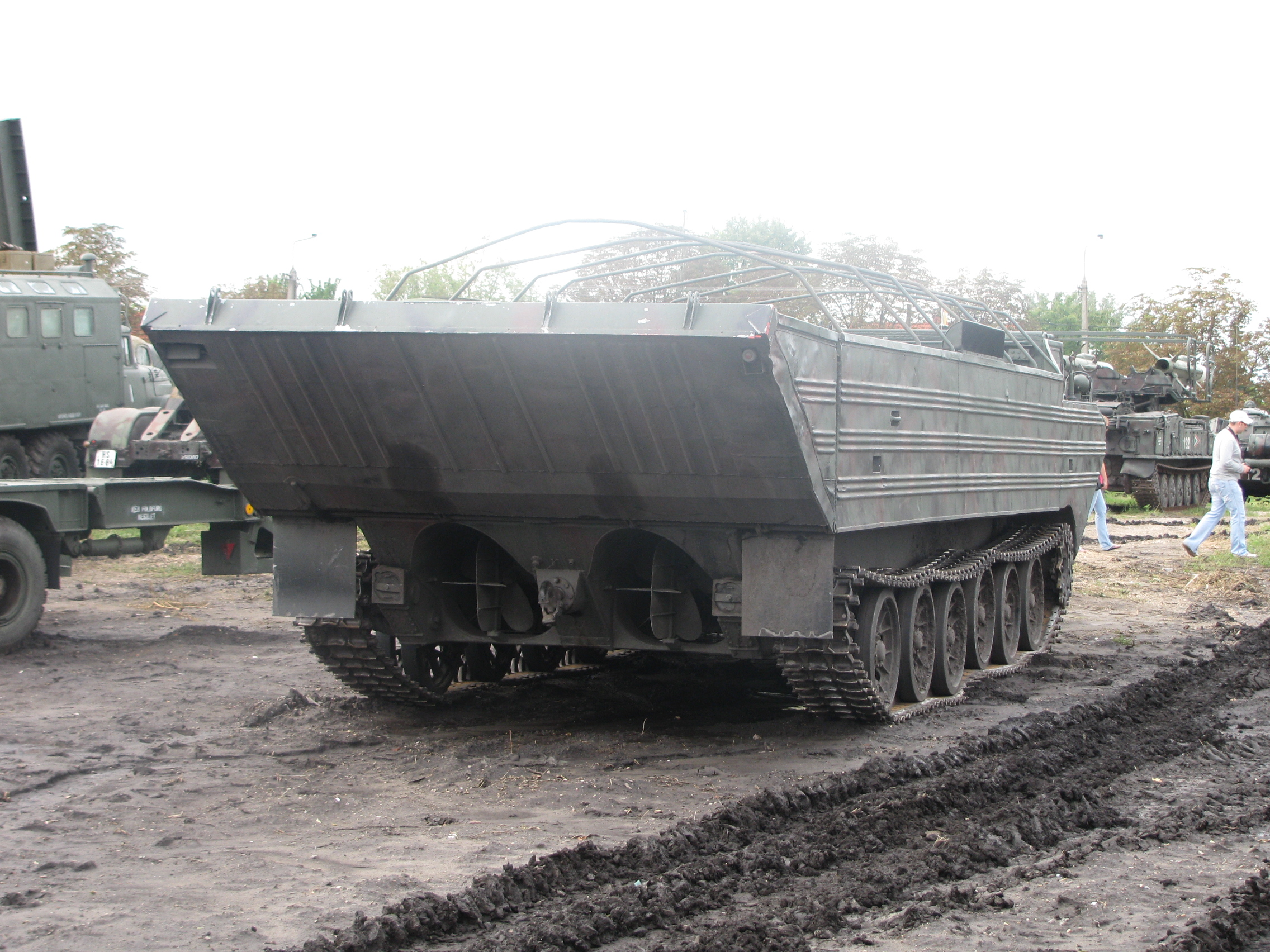
Heckansicht mit den beiden Schraubenantrieben
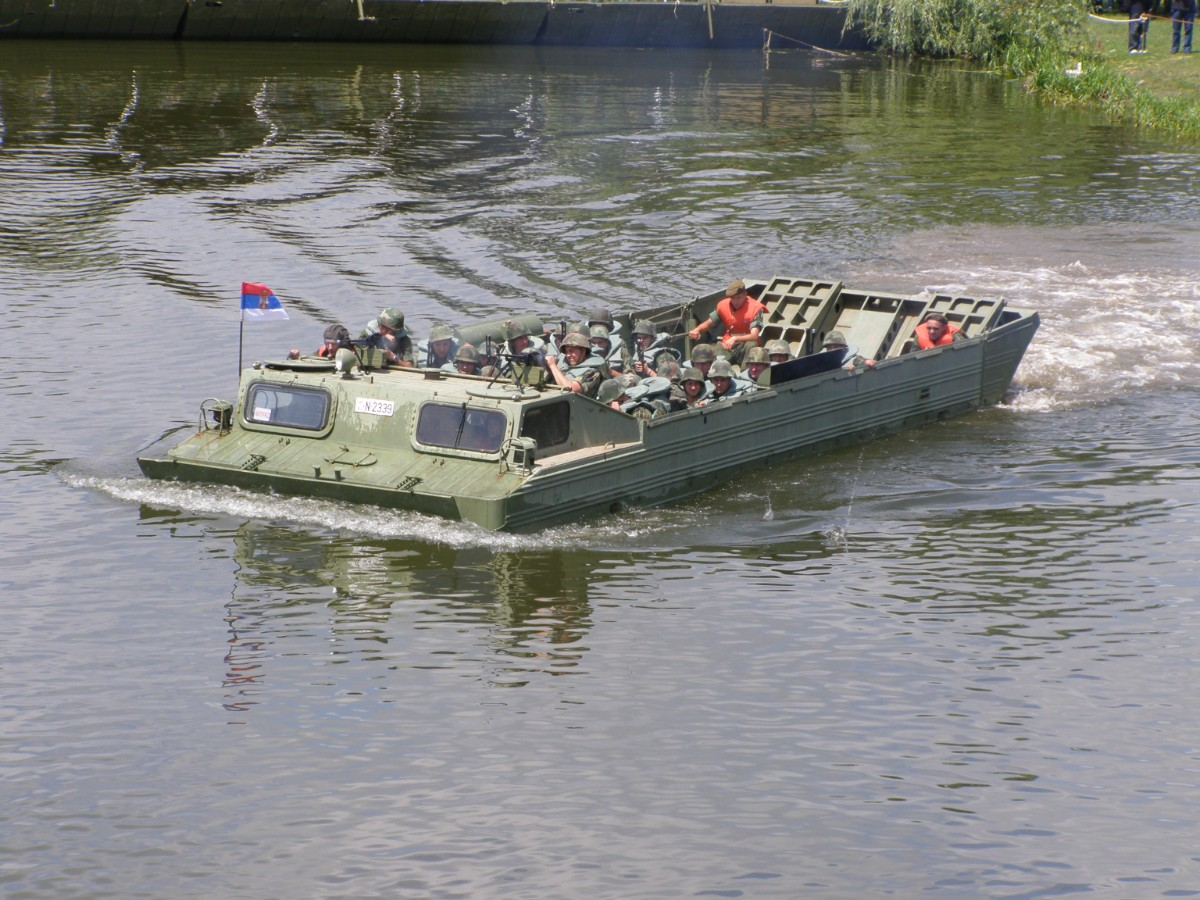
Wasserfahrt mit aufgesessener Infanterie
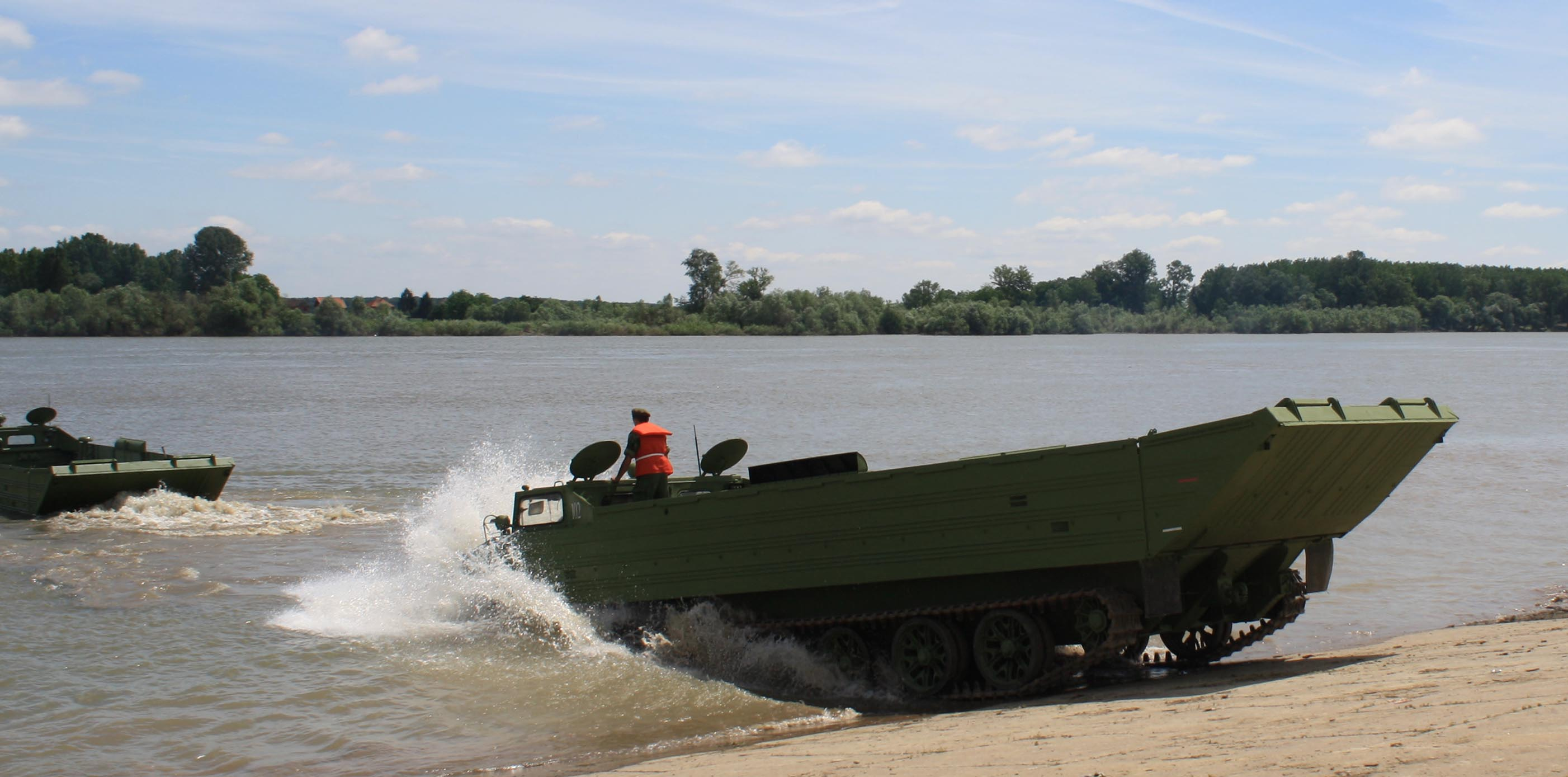
PTS-M beim Einfahren in eine Wasserfläche (1)
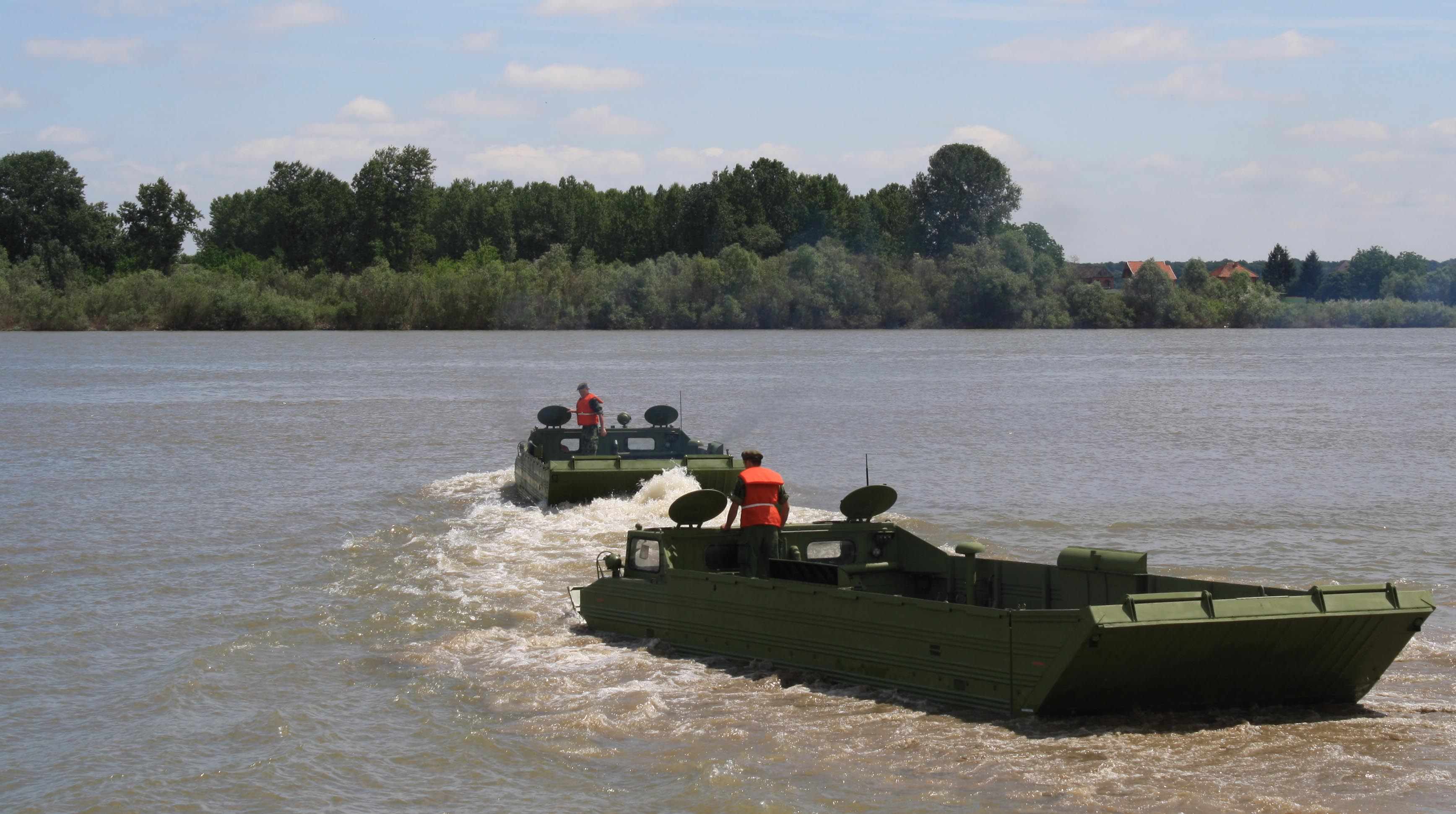
PTS-M beim Einfahren in eine Wasserfläche (2)